# 馬拉桑 (拉里奧哈省)
30°48′S 66°37′W / 30.800°S 66.617°W
馬拉桑（西班牙語：Malanzán），是阿根廷的城鎮，位於該國西北部拉里奧哈省，是胡安法昆多基羅加將軍縣的首府，處於拉里奧哈東南面170公里，海拔高度855米，2010年人口1,335。